# سیستم تشخیص چهره

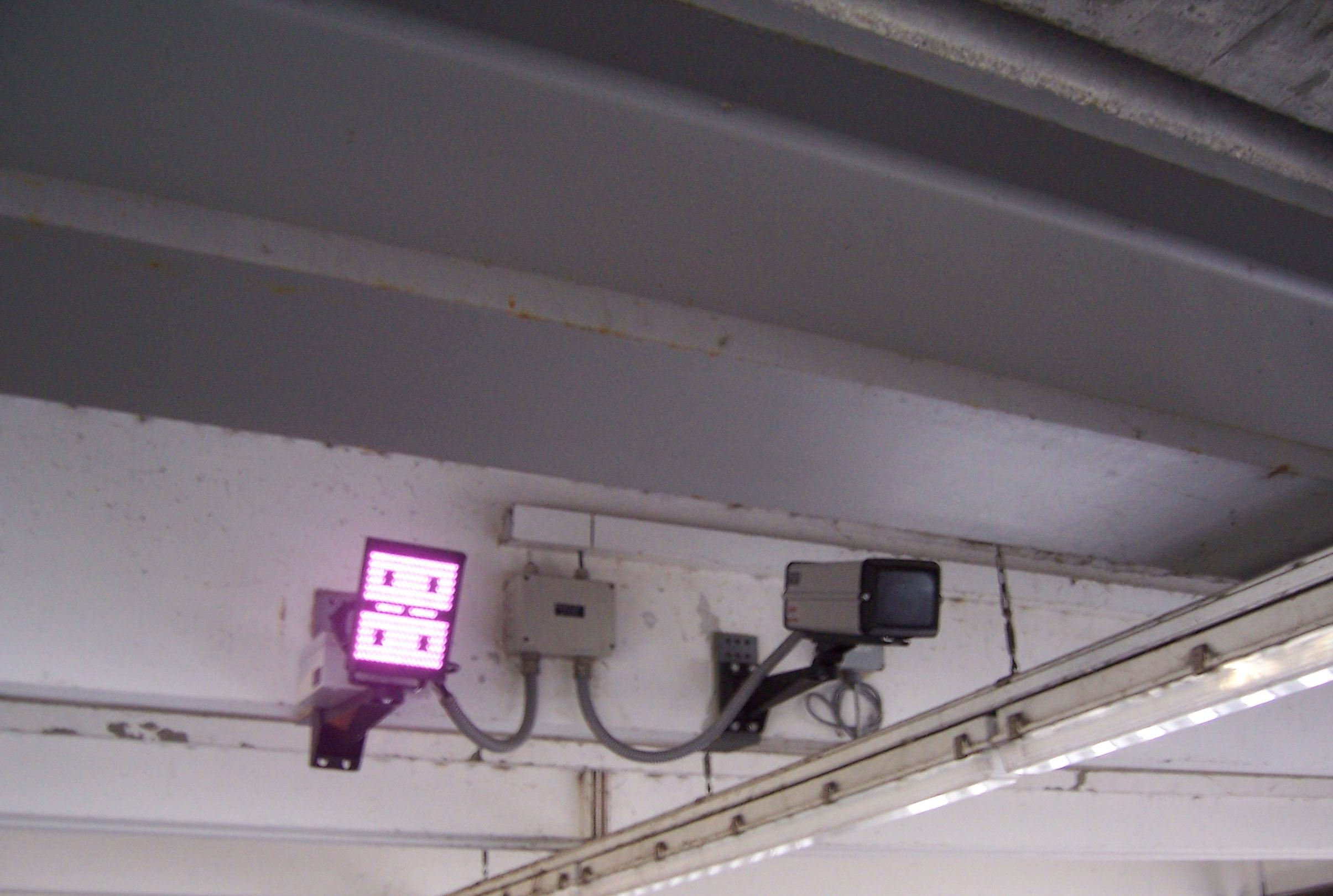
نظارت بر سوئیس اروپا: شناسایی چهره و خودرو، مدل، رنگ و صفحه خواننده پلاک

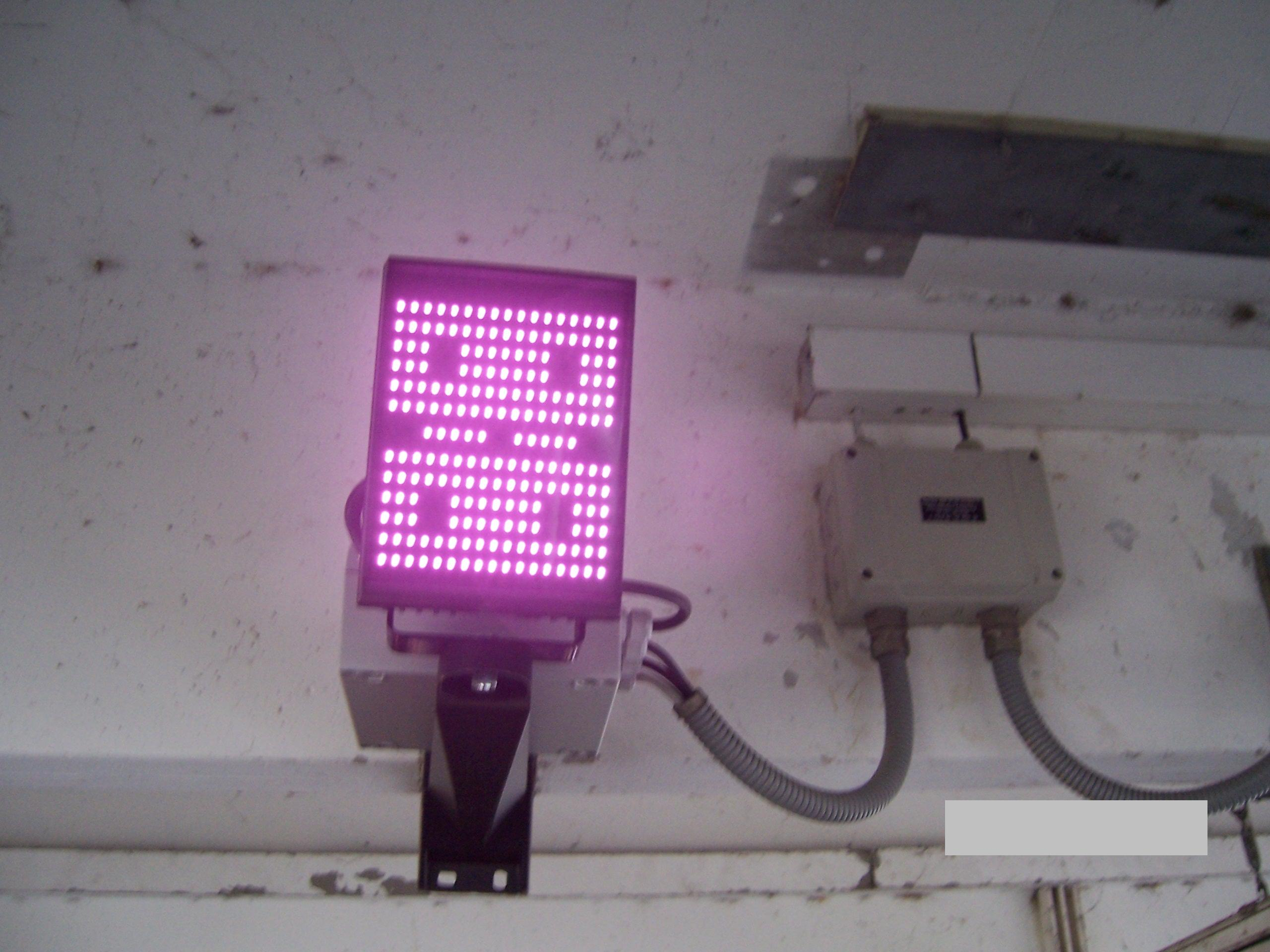
روشنگر مادون قرمز نور برای چشم انسان نامرئی است، اما یک محیط روزانه برای دوربین‌های نظارتی ایجاد می‌کند.

سیستم تشخیص چهره (انگلیسی: facial recognition system) یک تکنولوژی توانا در شناسایی و تأیید یک فرد از یک عکس دیجیتالی یا ویدئو می‌باشد.
سیستم تشخیص چهره، سیستمی است که بر اساس تکنولوژی هوش مصنوعی و الگوریتم‌های یادگیری عمیق (Deep Learning) قادر به شناسایی چهره افراد با دقت بالا می‌باشد.
در بازشناخت تصویر یک چهره، تصویر ورودی با توجه به اطلاعات موجود در بانک اطلاعات، مورد شناسایی قرار می‌گیرد. این بانک شامل مشخصاتی از تصویر چهره افراد شناسایی شده است.
در حالی که در ابتدا با داشتن یک فرم کاربردی کامپیوتری، در زمان‌های اخیر با سایر انواع تکنولوژی مانند روباتیک، بسیاری از کاربردهای آن مشاهده شده است. به‌طور معمول به عنوان کنترل دسترسی در سیستم‌های امنیتی استفاده می‌شود و می‌تواند با سایر بیومتریک‌ها مانند سیستم‌های تشخیص اثر انگشت یا سیستم‌های تشخیص چشم، مقایسه شود. اگر چه دقت تشخیص چهره خوب است زیرا تشخیص عنبیه و تشخیص اثر انگشت است، به‌طور گسترده‌ای به دلیل فرایند بدون تماس و غیر تهاجمی آن به کار می‌رود. اخیراً، آن را تبدیل به یک شناسایی تجاری و ابزار بازاریابی برنامه‌های دیگر شامل تعامل پیشرفته انسان و کامپیوتر، نظارت تصویری، نمایه سازی خودکار تصاویر و پایگاه داده‌های ویدئویی می‌باشد.

## تاریخچه
تشخیص خودکار چهره در دهه ۱۹۶۰ آغاز شد. وودی بلدسو، هلن چان ولف و چارلز بیسون روی رایانه کار کردند تا چهره انسان را تشخیص دهند. پروژه تشخیص چهره اولیه آنها «انسان-ماشین» لقب گرفت زیرا مختصات ویژگیهای صورت در یک عکس قبل از استفاده توسط رایانه برای شناسایی توسط یک انسان باید تعیین می‌شد. بر روی یک تبلت گرافیکی یک انسان باید مختصات ویژگی‌های صورت مانند مراکز مردمک چشم، گوشه داخلی و خارجی چشم‌ها و خط موها مشخص کند. از مختصات برای محاسبه ۲۰ فاصله از جمله عرض دهان و چشم استفاده شد. یک انسان می‌تواند در هر ساعت حدود ۴۰ تصویر را به این روش پردازش کند و بنابراین یک پایگاه داده از فواصل محاسبه شده ایجاد کند. سپس یک رایانه به‌طور خودکار فواصل مربوط به هر عکس را مقایسه می‌کند، اختلاف فواصل را محاسبه می‌کند و سوابق بسته را به عنوان یک تطابق احتمالی بازمی‌گرداند.
در سال ۱۹۷۰ تاکئو کاناده به‌طور علنی یک سیستم تطبیق چهره را نشان داد که ویژگی‌های آناتومیکی مانند چانه را در آن قرار داشت و نسبت فاصله بین ویژگی‌های صورت را بدون دخالت انسان محاسبه کرد. آزمایش‌های بعدی نشان داد که این سیستم همیشه نمی‌تواند ویژگی‌های صورت را به‌طور قابل اعتماد شناسایی کند. اما علاقه به این موضوع افزایش یافت و در سال ۱۹۷۷ تاکئو کاناده اولین کتاب تفصیلی دربارهٔ فناوری تشخیص چهره را منتشر کرد.
در سال ۱۹۹۳، آژانس تحقیقات پیشرفته دفاع (DARPA) و آزمایشگاه تحقیقات ارتش (ARL) برنامه فناوری تشخیص چهره FERET را برای توسعه "قابلیت‌های شناسایی خودکار چهره" که می‌تواند در یک محیط تولیدکننده زندگی واقعی استفاده شود "ایجاد کردند تا به امنیت، اطلاعات کمک کند؛ و پرسنل اجرای قانون در انجام وظایف خود ". سیستم‌های تشخیص چهره که در آزمایشگاه‌های تحقیقاتی سه بار آزمایش شده بودند مورد ارزیابی قرار گرفتند و آزمایشات FERET نشان داد که در حالی که عملکرد سیستم‌های شناسایی خودکار صورت مختلف متفاوت است، از تعدادی روش موجود می‌توان به‌طور زنده برای شناسایی چهره در تصاویر ثابت گرفته شده در یک محیط کنترل شده استفاده کرد. آزمایش‌های FERET باعث ایجاد سه شرکت آمریکایی شد که سیستم‌های خودکار شناسایی چهره را می‌فروشند. Vision Corporation و Miros Inc هر دو در سال ۱۹۹۴ توسط محققانی تأسیس شدند که از نتایج آزمایشات FERET به عنوان نقطه فروش استفاده می‌کردند. Viisage Technology توسط یک پیمانکار دفاع کارت شناسایی در سال ۱۹۹۶ تأسیس شد تا از حقوق الگوریتم تشخیص چهره ساخته شده توسط الکس پنتلند در MIT استفاده تجاری کند.
پس از آزمون فروشنده شناسایی چهره FERET در سال ۱۹۹۳، دفاتر اداره وسایل نقلیه موتوری (DMV) در ویرجینیای غربی و نیومکزیکو اولین دفاتر DMV بودند که از سیستم‌های تشخیص چهره به صورت خودکار استفاده کردند تا از این طریق افرادی که چندین گواهینامه رانندگی را با نام‌های مختلف دریافت می‌کنند، جلوگیری و شناسایی شود. گواهینامه رانندگی در ایالات متحده در آن مرحله از شناسایی عکس به‌طور معمول پذیرفته شد. دفاتر DMV در سراسر ایالات متحده در حال ارتقا فناوری بودند و در حال ایجاد پایگاه داده عکس‌های ID دیجیتال بودند. این امر باعث شد دفاتر DMV بتوانند سیستم‌های تشخیص چهره را در بازار مستقر کنند تا عکس‌های گواهینامه رانندگی جدید را بر اساس پایگاه داده DMV موجود جستجو کنند. دفاتر DMV به یکی از اولین بازارهای اصلی فناوری خودکار تشخیص چهره تبدیل شدند و شهروندان ایالات متحده را به عنوان یک روش استاندارد برای شناسایی چهره معرفی کردند. افزایش جمعیت زندانیان ایالات متحده در دهه ۱۹۹۰، ایالت‌های ایالات متحده را بر آن داشت تا سیستم‌های شناسایی متصل و خودکار ایجاد کنند که از پایگاه‌های داده بیومتریک دیجیتال استفاده می‌کنند، در برخی موارد این امر شامل شناسایی چهره است. در سال ۱۹۹۹ مینه سوتا سیستم شناسایی چهره FaceIT توسط Visionics را در یک سیستم رزرو گلوله قرار داد که به پلیس، قضات و افسران دادگاه اجازه می‌داد مجرمان را در سراسر ایالت ردیابی کنند.
تا دهه ۱۹۹۰ سیستم‌های تشخیص چهره در درجه اول با استفاده از پرتره‌های عکاسی از چهره انسان ساخته می‌شدند. تحقیق در مورد شناسایی چهره برای یافتن قابل اطمینان صورت در تصویری که شامل سایر اشیا tra است که در اوایل دهه ۱۹۹۰ با تجزیه و تحلیل م componentلفه اصلی (PCA) مورد توجه قرار گرفتند. روش PCA در تشخیص چهره با نام Eigenface نیز شناخته می‌شود و توسط متیو تورک و الکس پنتلند ساخته شده است. ترک و پنتلند رویکرد مفهومی قضیه Karhunen-Loève و تحلیل عاملی را برای ایجاد یک مدل خطی ترکیب کردند. Eigenfaces براساس ویژگیهای جهانی و متعامد در چهره انسان تعیین می‌شود. صورت انسان به عنوان ترکیبی وزنی از تعدادی از Eigenfaces محاسبه می‌شود. از آنجا که از Eigenfaces کمی برای رمزگذاری چهره انسانهای یک جمعیت خاص استفاده شده است، روش تشخیص چهره PCA ترک و پنتلند مقدار داده‌هایی را که باید برای تشخیص چهره پردازش شوند، بسیار کاهش می‌دهد. پنتلند در سال ۱۹۹۴ ویژگی‌های Eigenface را تعریف کرد، از جمله چشمهای اختصاصی، دهانهای اختصاصی و بینیهای خاص، برای پیشبرد استفاده از PCA در تشخیص چهره. در سال ۱۹۹۷، روش PCA Eigenface در تشخیص چهره با استفاده از تجزیه و تحلیل تشخیصی خطی (LDA) برای تولید Fisherfaces بهبود یافت. LDA Fisherfaces به‌طور غالب در شناسایی چهره مبتنی بر ویژگی PCA مورد استفاده قرار گرفت. در حالی که از Eigenfaces برای بازسازی صورت نیز استفاده شد. در این رویکردها هیچ ساختار جهانی صورت محاسبه نمی‌شود که ویژگی‌های صورت یا قسمت‌های آن را به هم پیوند دهد.
رویکردهای کاملاً مشخص مبتنی بر ویژگی برای شناسایی چهره در اواخر دهه ۱۹۹۰ توسط سیستم بوخوم، که از فیلتر گابور برای ضبط ویژگی‌های چهره و محاسبه شبکه ای از ساختار صورت برای پیوند دادن ویژگی‌ها، پیشی گرفت. کریستوف فون در مالسبورگ و تیم تحقیقاتی وی در دانشگاه بوخوم در اواسط دهه ۱۹۹۰ میلادی تطبیق نمودار الاستیک را برای استخراج چهره از تصویر با استفاده از تقسیم‌بندی پوست ایجاد کردند. در سال ۱۹۹۷، روش تشخیص چهره که توسط مالسبورگ توسعه یافته بود، عملکرد بهتری نسبت به سایر سیستم‌های تشخیص چهره در بازار داشت. به اصطلاح «سیستم بوخوم» برای شناسایی چهره به صورت ZN-Face در بازار به اپراتورهای فرودگاه‌ها و دیگر مکان‌های شلوغ به صورت تجاری در بازار فروخته شد. این نرم‌افزار «به اندازه کافی قوی بود تا بتواند از نمای کمتری از چهره استفاده کند. همچنین از طریق موانعی برای شناسایی سبیل، ریش، مدل موهای تغییر یافته و عینک - حتی عینک آفتابی» از طریق موانع مختلف نیز قابل مشاهده است.
تشخیص چهره به صورت واقعی در فیلم‌های ویدئویی در سال ۲۰۰۱ با چارچوب تشخیص شی Viola – Jones برای چهره‌ها امکان‌پذیر شد. پاول ویولا و مایکل جونز روش تشخیص چهره خود را با رویکرد ویژگی Haar-like برای تشخیص اشیا in در تصاویر دیجیتال ترکیب کردند تا AdaBoost، اولین ردیاب چهره در زمان واقعی از جلو را راه اندازی کنند. تا سال ۲۰۱۵ الگوریتم Viola-Jones با استفاده از ردیاب‌های کم قدرت کم در دستگاه‌های دستی و سیستم‌های جاسازی شده پیاده‌سازی شده بود؛ بنابراین، الگوریتم Viola-Jones نه تنها کاربرد عملی سیستم‌های تشخیص چهره را گسترش داده بلکه برای پشتیبانی از ویژگی‌های جدید در رابط‌های کاربری و کنفرانس تلفنی نیز مورد استفاده قرار گرفته است.

## کاربردها
بازشناسی چهره استفاده‌های فراوانی در شناسایی بزهکاران، کارتهای اعتباری، سیستم‌های امنیتی و موارد متعدد دیگر داشته و به دلیل کاربردهای فراوان، در سال‌های اخیر، مورد توجه قرارگرفته است مانند:
حوزه بانکی و پرداخت
امنیت اطلاعات
اجرا و نظارت بر قانون
حوزه فروش و تجارت (ورودی فروشگاه‌ها: افزایش فروش ۳۰ درصدی با بازشدن در ورودی با بازشناسی
چهره افراد)
یکی از کاربردهای مهم این سیستم در شبکه بانکی کشور می‌باشد که در بخش‌های مختلف می‌توان راهکارهای
مختلفی با سیستم تصدیق هویت از روی چهره انجام داد از جمله:
با تشخیص وجود چهره در دوربین VTM و ATM امکان ارائه خدمات دستگاه‌های
امکان تصدیق هویت فرد با ارائه کارت شناسایی اش در شعب
امکان لاگین در همراه بانک به عنوان عامل دوم
امکان لاگین در همراه بانک بدون وارد کردن نام کاربری
در شعب بانک‌ها و ارسال هشدار به ریاست شعبه VIP تشخیص مشتری
بازشناسی در لیست سیاه (Black List)
مزایای استفاده از روش‌های احراز هویت اشخاص بر مبنای اطلاعات بیومتریک:
1. جلوگیری از تقلب و کلاهبرداری‌ها از دستگاه‌های ATM
2. سرعت پردازش سریعتر نسبت به روش‌های دیگر اسکن یا لمس یا کارتی
3. عدم نیاز به همراه داشتن مدارک شناسایی توسط مشتریان بانکی.
4. استفاده از ویژگی‌های بیومتریک جهت احراز هویت مشتریان بانکی و کاهش تخلفات و تقلبات بانکی

## روش‌های تشخیص چهره
در حالی که انسان بدون تلاش زیاد می‌تواند چهره را تشخیص دهد، تشخیص چهره یک مشکل تشخیص الگو در محاسبات است. سیستم‌های تشخیص چهره بر اساس تصویر دو بعدی آن سعی در شناسایی چهره انسان دارند که سه بعدی است و با نور و حالت چهره تغییر شکل می‌دهد. برای انجام این کار محاسباتی، سیستم‌های تشخیص چهره چهار مرحله را انجام می‌دهند. اولین تشخیص چهره برای تقسیم چهره از پس زمینه تصویر استفاده می‌شود. در مرحله دوم، تصویر چهره تقسیم شده با توجه به حالت چهره، اندازه تصویر و خصوصیات عکاسی، مانند نور و مقیاس خاکستری تراز می‌شود. هدف از فرایند تراز، امکان محلی سازی دقیق ویژگی‌های صورت در مرحله سوم، استخراج ویژگی‌های صورت است. ویژگی‌هایی مانند چشم، بینی و دهان در تصویر مشخص شده و اندازه‌گیری می‌شوند تا چهره را نشان دهند. بردار مشخصه چهره در مرحله چهارم با پایگاه داده‌ای از چهره‌ها مطابقت دارد.

### روش سنتی
برخی از الگوریتم‌های تشخیص چهره با استخراج نشانه‌ها یا ویژگی‌هایی از تصویر صورت، ویژگی‌های صورت را شناسایی می‌کنند. به عنوان مثال، یک الگوریتم ممکن است موقعیت نسبی، اندازه و / یا شکل چشم‌ها، بینی، استخوان‌های گونه و فک را تجزیه و تحلیل کند. [۲۲] سپس از این ویژگی‌ها برای جستجوی تصاویر دیگر با ویژگی‌های منطبق استفاده می‌شود.
الگوریتم‌های دیگر گالری تصاویر چهره را عادی می‌کنند و سپس داده‌های صورت را فشرده می‌کنند، فقط داده‌های موجود در تصویر را که برای تشخیص چهره مفید است ذخیره می‌کنند. سپس یک تصویر کاوشگر با داده‌های چهره مقایسه می‌شود. یکی از اولین سیستم‌های موفق مبتنی بر تکنیک‌های تطبیق الگو است که روی مجموعه ای از ویژگی‌های برجسته صورت اعمال می‌شود، و نوعی نمایش چهره فشرده را ارائه می‌دهد.
الگوریتم‌های تشخیص را می‌توان به دو رویکرد اصلی تقسیم کرد: هندسی، ویژگی‌های متمایز را بررسی می‌کند، یا عکس متریک، که یک روش آماری است که یک تصویر را به مقادیر تقطیر می‌کند و مقادیر را با الگوها مقایسه می‌کند تا واریانس‌ها را از بین ببرد. برخی این الگوریتم‌ها را به دو دسته گسترده طبقه‌بندی می‌کنند: مدل‌های جامع و مبتنی بر ویژگی. اولی تلاش می‌کند تا صورت را به‌طور کامل تشخیص دهد در حالی که ویژگی مبتنی بر ویژگی‌ها به اجزایی تقسیم می‌شود مانند ویژگی‌ها و تجزیه و تحلیل هر یک از آنها و همچنین مکان مکانی آن با توجه به سایر ویژگی‌ها.

### روش تشخیص سه‌بعدی
در تکنیک تشخیص چهره سه بعدی از حسگرهای سه بعدی برای گرفتن اطلاعات در مورد شکل صورت استفاده می‌شود.
سپس از این اطلاعات برای شناسایی ویژگی‌های متمایز سطح صورت مانند کانتور حفره‌های چشم، بینی و چانه استفاده می‌شود. یکی از مزایای تشخیص چهره سه بعدی این است که مانند سایر تکنیک‌ها تحت تأثیر تغییرات نور، استفاده از آرایش، و زاویهٔ عکس گرفته شده، قرار نمی‌گیرد. البته تأثیر حالت‌های چهره همچنان یک چالش هست. اما می‌تواند چهره را از طیف وسیعی از زاویه دید، از جمله نمای نمایه شناسایی کند. نشان داده شده است که تشخیص سه‌بعدی به شدت دقت تشخیص را نسبت به روش‌های دوبعدی معادل خود بالا می‌برد. همچنین می‌توان از مدل سه‌بعدی استفاده کرد تا تشخیص چهرهٔ دوبعدی را با تغییر زاویهٔ فعلی به زاویه‌ای که مدل آن را بهتر تشخیص می‌دهد، با دقت بالاتری صورت گیرد.
تحقیقات تشخیص چهره سه بعدی با تولید حسگرهای پیچیده‌ای که نور ساختاری را بر روی صورت انجام می‌دهند، امکان‌پذیر است. تکنیک تطبیق سه بعدی به عبارات حساس است، بنابراین محققان در Technion از ابزارهای هندسه متریک برای درمان عبارات به عنوان ایزومتری استفاده کردند. یک روش جدید برای گرفتن تصاویر سه بعدی از چهره‌ها از سه دوربین ردیابی استفاده می‌کند که از زوایای مختلف نشان داده می‌شوند. یک دوربین در جلو سوژه قرار دارد، دوربین دوم به طرف و دوربین سوم به صورت زاویه دار. همه این دوربین‌ها با هم کار می‌کنند بنابراین می‌تواند صورت سوژه را در زمان واقعی ردیابی کند و قادر به تشخیص و تشخیص چهره باشد. اما همین مسئله همچنان یکی از بزرگ‌ترین چالش‌های تشخیص سه‌بعدی باقی مانده است. روش دیگری که اخیراً برای حل این مشکل ارائه شده است، استفاده از دیدگاه عمیق است که با برانداختن یک مش بر روی چهره و ضبط یک ویدیو از آن، یک مدل سه بعدی با کیفیت بالا ارائه می‌دهد.
به صورت کلی، یک سیستم تشخیص چهره سه بعدی، چهار بخش دارد. ابتدا به دست آوردن دیتا، پیش پردازش، استخراج ویژگی و نهایتاً دسته‌بندی ویژگی‌ها برای پروسه مد نظر می‌باشد. همان‌طور که قبلتر ذکر شد، این دادهٔ سه بعدی را می‌توان به روش‌های مختلفی همچون استفاده از اسکن کنندهٔ لیزری، استفاده از چند دوربین، استفاده از یک دوربین با یک پروژکتور نوری به دست آورد. که نتیجه یک مدل یا «عکس بازه‌ای» می‌شود با پیکسل‌هایی که فاصله هر نقطه صورت را از دوربین ضبط کرده‌اند. بدیهتا کیفیت این داده وابسته به ابزار تولید و ضبط می‌باشد. بعد از به دست آوردن دادهٔ اولیه، پیش پردازش شروع می‌شود و روش‌هایی همچون «حذف اختلالات»، «پر کردن نقاط خالی»، «صاف کردن» و… انجام می‌گیرد تا داده‌ها منظم تر شوند. سپس تعدادی از ویژگی‌های صفحه که اطلاعات کافی را برای تشخیص به ما می‌دهند انتخاب شده و می‌توانند محلی یا جهانی باشند. این ویژگی‌ها عموماً به فرم فاصله بین نقاط سطح، خمیدگی سطح، و ویژگی‌های هندسی دیگر می‌باشند. در انتخاب این ویژگی‌ها مهم است که به ژست وابسته نباشند. در مرحلهٔ نهایی که دسته‌بندی ویژگی‌ها می‌باشد معمولاً از الگوریتم‌های برداری همچون SVM, NN, PCA, LDA یا روش‌های آماری استفاده می‌شود. هنگامی که مدل آموزش داده شود، با داشتن پارامترهای فعلی اش و چهره‌هایی که می‌شناسد، می‌تواند تشخیص بدهد که چهره‌های جدیدی که می‌بیند را از قبل دیده یا نه.
نرم‌افزارها و وبسایت‌های زیادی مربوط به این حوزه در دسترس عموم قرار دارند. بدیهی است که ساخت یک چهرهٔ سه‌بعدی اهمیت زیادی در تشخیص و آنالیز چهره دارد. برای مثال، در سامانه سنتز سه‌بعدی چهره، می‌توان تنها با استفاده از یک عکس دوبعدی، چهرهٔ سه‌بعدی را ساخت و ژست‌ها و حالات مختلف را در آن اعمال کرد. ویژگی‌های آن به صورت خلاصه، گرفتن ورودی اولیه که یک عکس دو بعدی با حالات متفاوت، ساخت مدل سه‌بعدی، ساخت چهره در ژست‌ها و حالات مختلف، و توانایی ساخت عکس با کیفیت‌های بالاتر می‌باشد. کاربردهای آن فراتر از تشخیص چهره با دقت بالاتر، شامل ساخت عکس‌های متفاوت از شخص مدنظر با داشتن تنها یک عکس، ساخت پایگاه‌های داده بیشتر با استفاده از تکنیک افزایش داده و… می‌باشد.